# Asociación de Individuos que Evitan el Trabajo Conscientemente
La Asociación de Individuos que Evitan el Trabajo Conscientemente (en danés: Sammenslutning af Bevidst Arbejdssky Elementer) fue un partido político satírico de Dinamarca fundado por el cómico Jacob Haugaard y algunos amigos suyos en 1979 en la ciudad de Aarhus. Haugaard fue el candidato en todas las elecciones parlamentarias posteriores a esa fecha, y en septiembre de 1994 fue elegido inesperadamente como representante territorial en el Folketing con un total de 23 253 votos.

## Elecciones de 1994
En la campaña electoral de las elecciones parlamentarias de Dinamarca de 1994 hizo las siguientes promesas electorales:
- Vientos en cola en todas las rutas ciclistas.
- Mejor clima.
- Mejores regalos de Navidad.
- Menos relaciones sexuales en las salas de profesores de las escuelas (retirado durante la campaña; él dijo que se le informó que el sexo en la sala de profesores era un privilegio para los maestros y, como tal, no se podía abolir).
- Más ballenas en el fiordo de Randers.
- El derecho a la impotencia.
- Más muebles renacentistas en IKEA.
- Una jornada de ocho horas de tiempo libre, ocho horas de descanso y ocho horas de sueño (una parodia de un eslogan popular del movimiento de la jornada laboral de ocho horas: «Ocho horas de trabajo, Ocho horas de ocio, Ocho horas de descanso»).
- Nutella en las raciones de campo del ejército.
- La instalación de un baño público en el parque en Aarhus, donde, después de todas las elecciones, gastaba el financiamiento estatal a su parstido político en servir cerveza y salchichas a sus votantes.
- Más pan para los patos en los parques.

Las tres últimas promesas fueron cumplidas.
Aunque el partido se inició como una broma, a menudo tuvo el voto decisivo en un parlamento dividido y Haugaard se tomó muy en serio sus tareas políticas hasta las elecciones siguientes, cuando anunció su retirada de la política.